# Hypocephalus

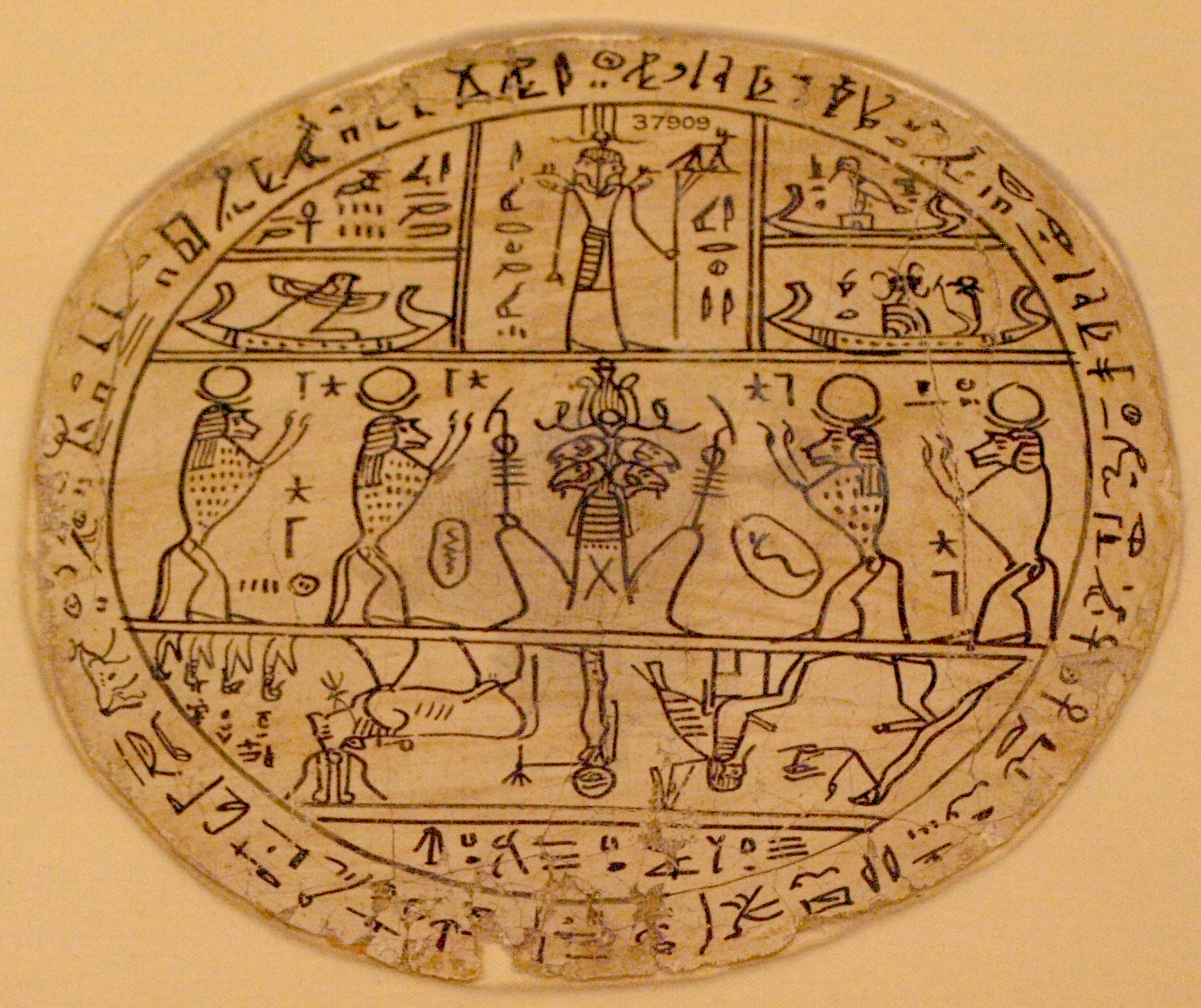
Hypocephalus

Ein Hypocephalus ist ein gewöhnliches Amulett, wie es die alten Ägypter Mumien unter den Kopf gelegt haben. Der Name Hypocephalus leitet sich aus ὑπό (griechisch: darunter, unten, unterhalb) und κεφαλή (griechisch: Kopf) her. Hypocephalus bedeutet übersetzt: „unter dem Kopf“.
Sein magischer Zweck bestand darin, den Verstorbenen warm zu halten und seinen Körper vor Grabräubern zu schützen.